# Murray (rzeka w Australii Zachodniej)
Murray – rzeka w Australii, w stanie Australia Zachodnia. Ma 134 km długości. Powstaje z połączenia rzek Hotham i Williams w pobliżu szczytów Mount Saddleback i Mount Keats. Przepływa przez miasto Pinjarra, uchodzi do Oceanu Indyjskiego w zatoce Peel Inlet, około 80 km od miasta Perth. Prawdopodobnie została nazwana w 1829 roku przez gubernatora Jamesa Stirlinga na cześć George'a Murraya. Została zbadana przez doktora Alexandra Collie i porucznika Williama Prestona w listopadzie 1829 roku.